# Lędziechowo (przystanek kolejowy)
Lędziechowo – przystanek osobowy w Lędziechowie, w powiecie lęborskim, w województwie pomorskim w Polsce na trasie Lębork - Łeba. Stacja położona jest przy linii kolejowej nr. 229 i obsługuje połączenia Lębork-Łeba, Łeba-Lębork, Gdynia-Łeba, Łeba-Gdynia.

## Ruch pasażerski
| Rok  | Wymiana pasażerska na dobę |
| ---- | -------------------------- |
| 2017 | 0-9                        |
| 2022 | 0-9                        |